# Nomic
Nomic ist eine Gattung von Spielen, deren Regeln selbstreferenziell sind und von den Spielern geändert werden können.
Der ursprüngliche Ausgangsregelsatz wurde von Peter Suber in seinem Buch The Paradox of Self-Amendment formuliert. Er spezifiziert vor allem, auf welche Weise Regeln geändert werden können. Er legt einige „unveränderliche“ Regeln und einige veränderliche Regeln fest, darunter das Ziel des Spiels, 100 „Punkte“ zu gewinnen. Da die Regel, die bestimmt, dass eine unveränderliche Regel nicht verändert werden kann, aber ihrerseits veränderlich ist, kann letztlich jede Regel des Spiels verändert werden.
Viele Nomic-Spiele haben neben expliziten Regeln zum Ziel oder „Gewinnen“ des Spiels noch die implizite Regel, dass der Spieler, der eine Regeländerung einbringt und durchsetzt, die ein Paradoxon hervorbringt – also dazu führt, dass sich Regeln widersprechen –, gewinnt. Ebenso gewinnt ein Spieler, der ein schon länger bestehendes Paradoxon als erster erkennt.
Es gibt auch eine Variante Nomic zu spielen, bei der man ganz ohne Regeln anfängt und sich erst im Laufe des Spiels auf erste Regeln einlässt.
Nomic kann synchron wie ein gewöhnliches Gesellschaftsspiel oder asynchron per E-Mail, in Wikis oder als Postspiel gespielt werden. Viele Spiele laufen über Jahre.

## Legacy-Spiele
Eine Sonderform von kommerziellen Nomic-Spielen sind als Legacy-Spiele bekannt. Bei diesen wird das Spielmaterial im Spielverlauf zerstört, mit Aufklebern modifiziert und es kommt in weiteren Runden zusätzliches Material hinzu, sodass sich das Spiel und seine Regeln in jeder Partie verändern. Bekannte Titel sind Pandemic Legacy, Risiko Evolution und Charterstone.